# Småblommig nunneört
Småblommig nunneört (Corydalis aurea) är en vallmoväxtart som beskrevs av Carl Ludwig von Willdenow. Enligt Catalogue of Life ingår Småblommig nunneört i släktet nunneörter och familjen vallmoväxter, men enligt Dyntaxa är tillhörigheten istället släktet nunneörter och familjen vallmoväxter. Arten har ej påträffats i Sverige. Utöver nominatformen finns också underarten C. a. aurea.

## Bildgalleri

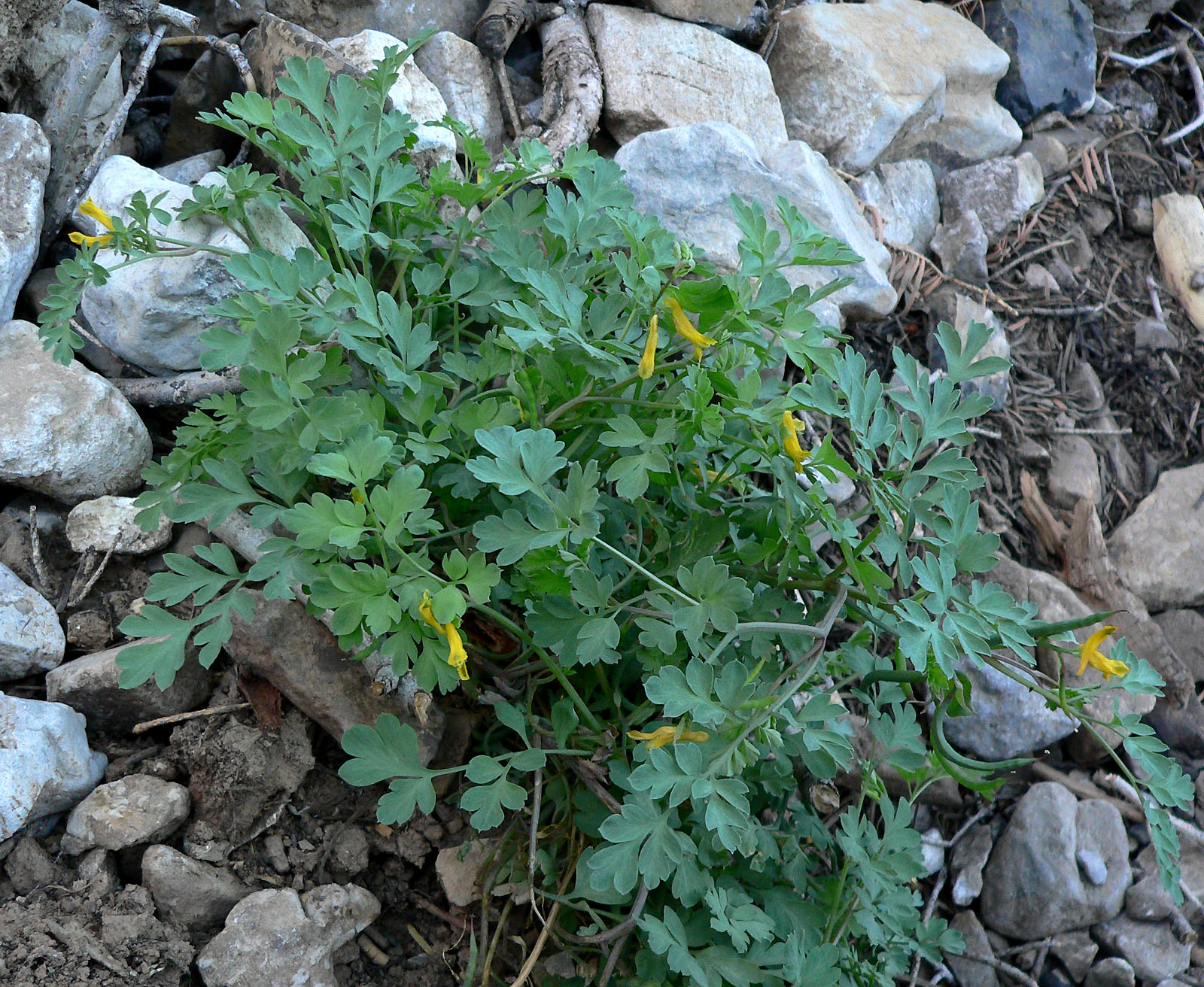
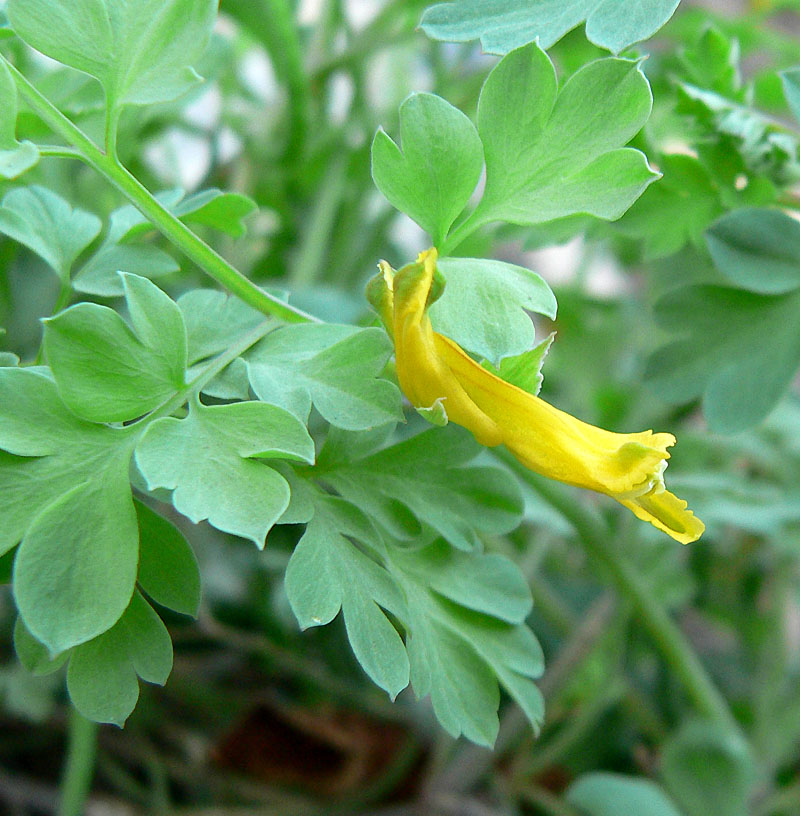
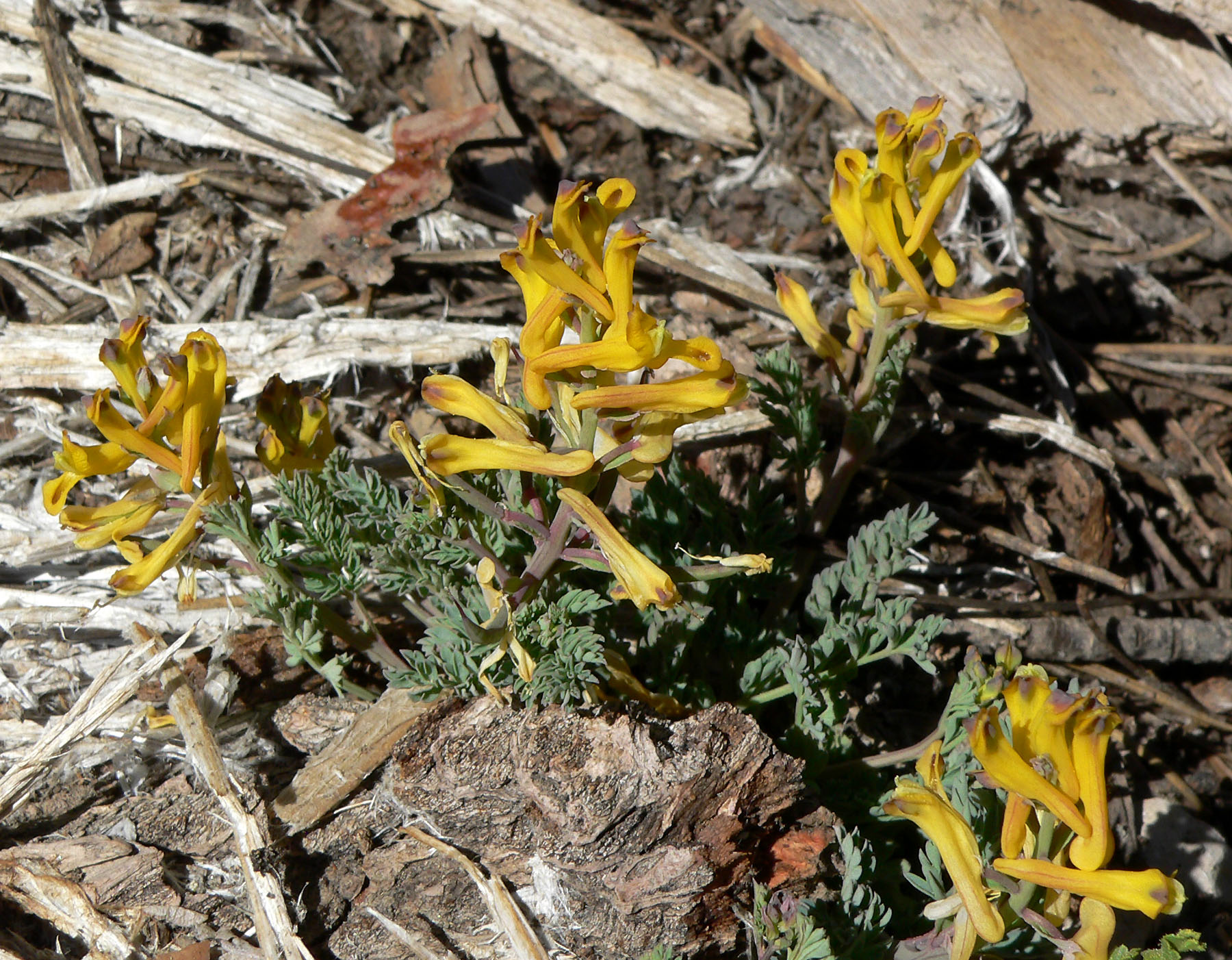
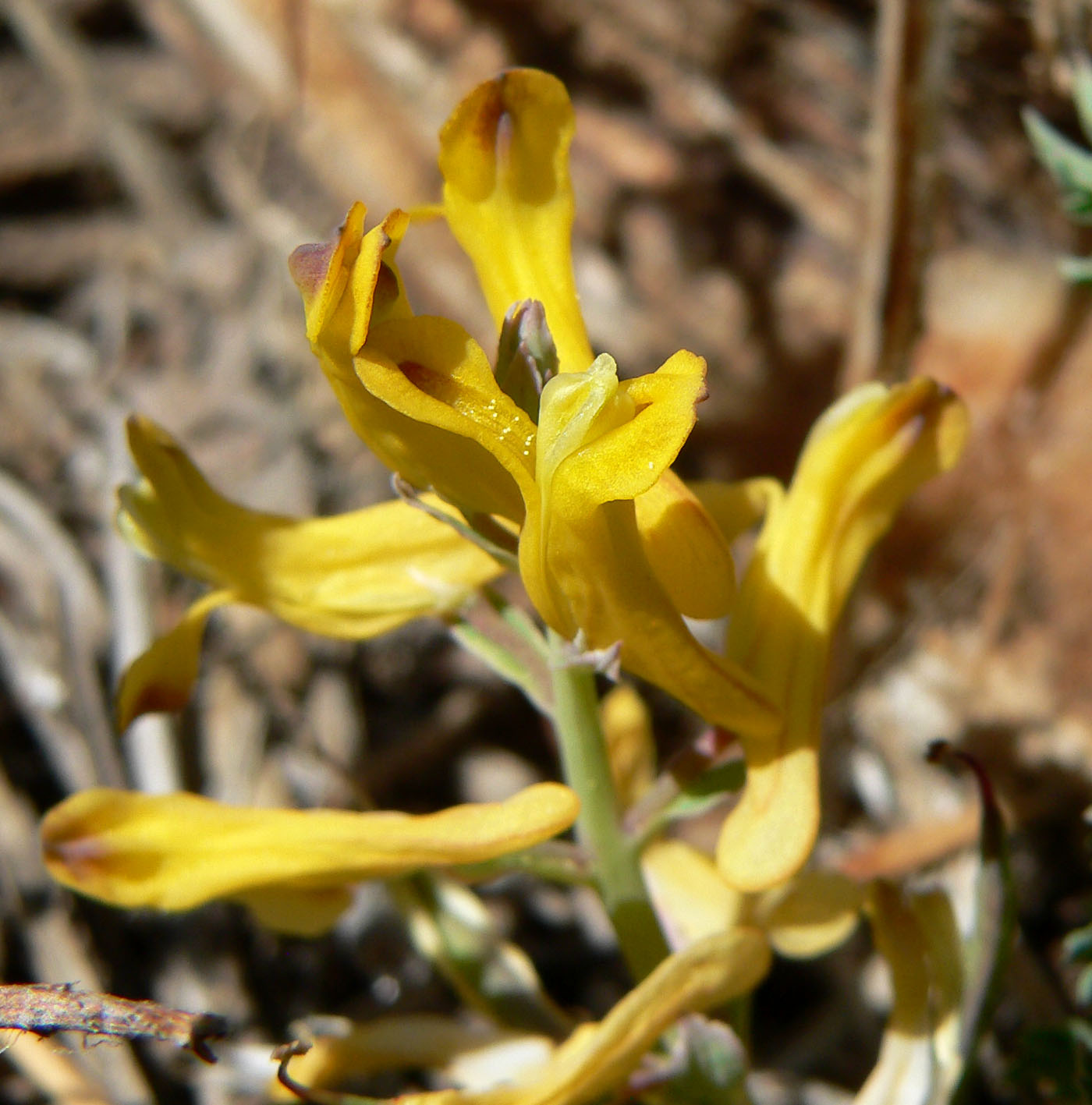
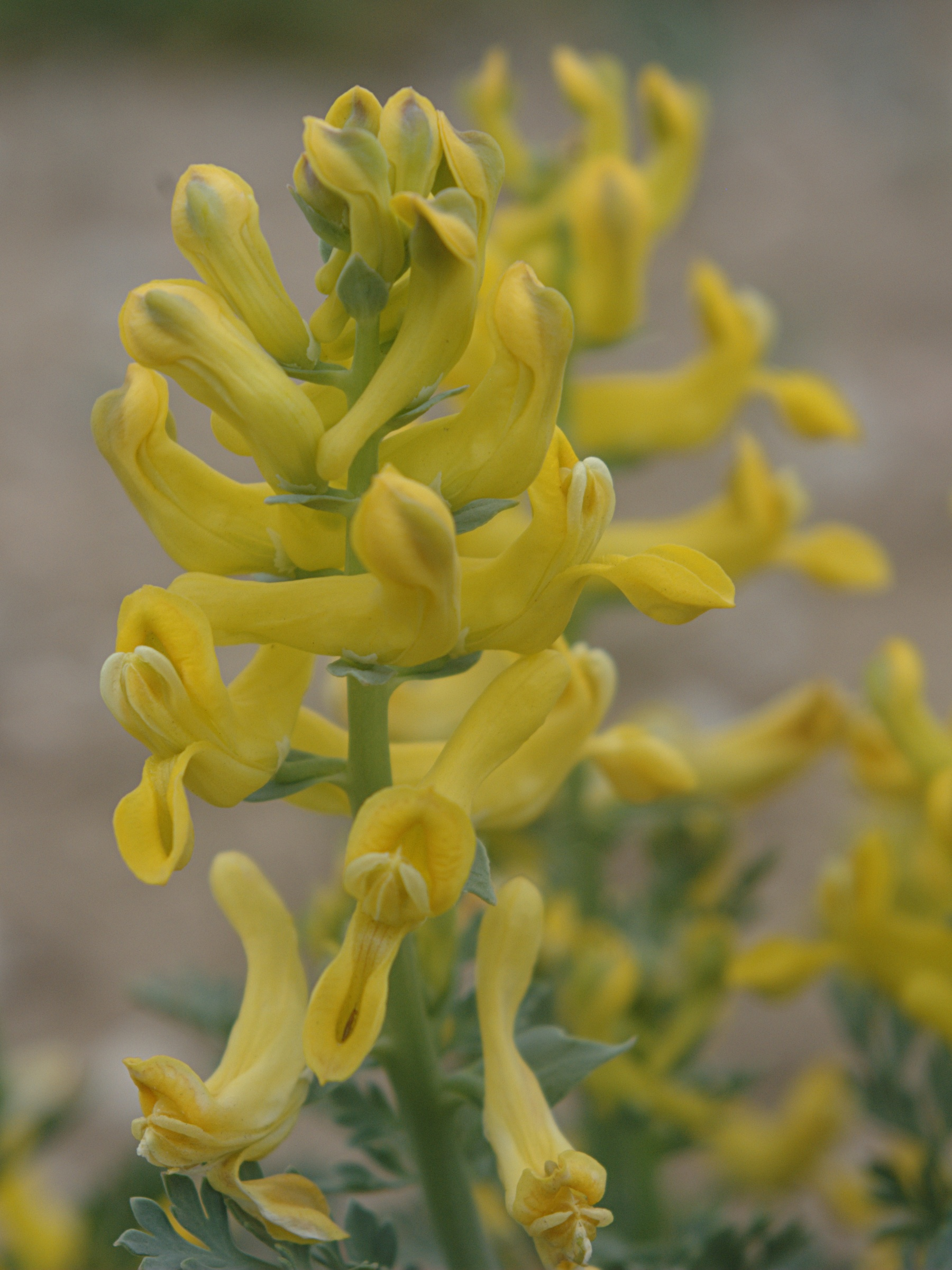
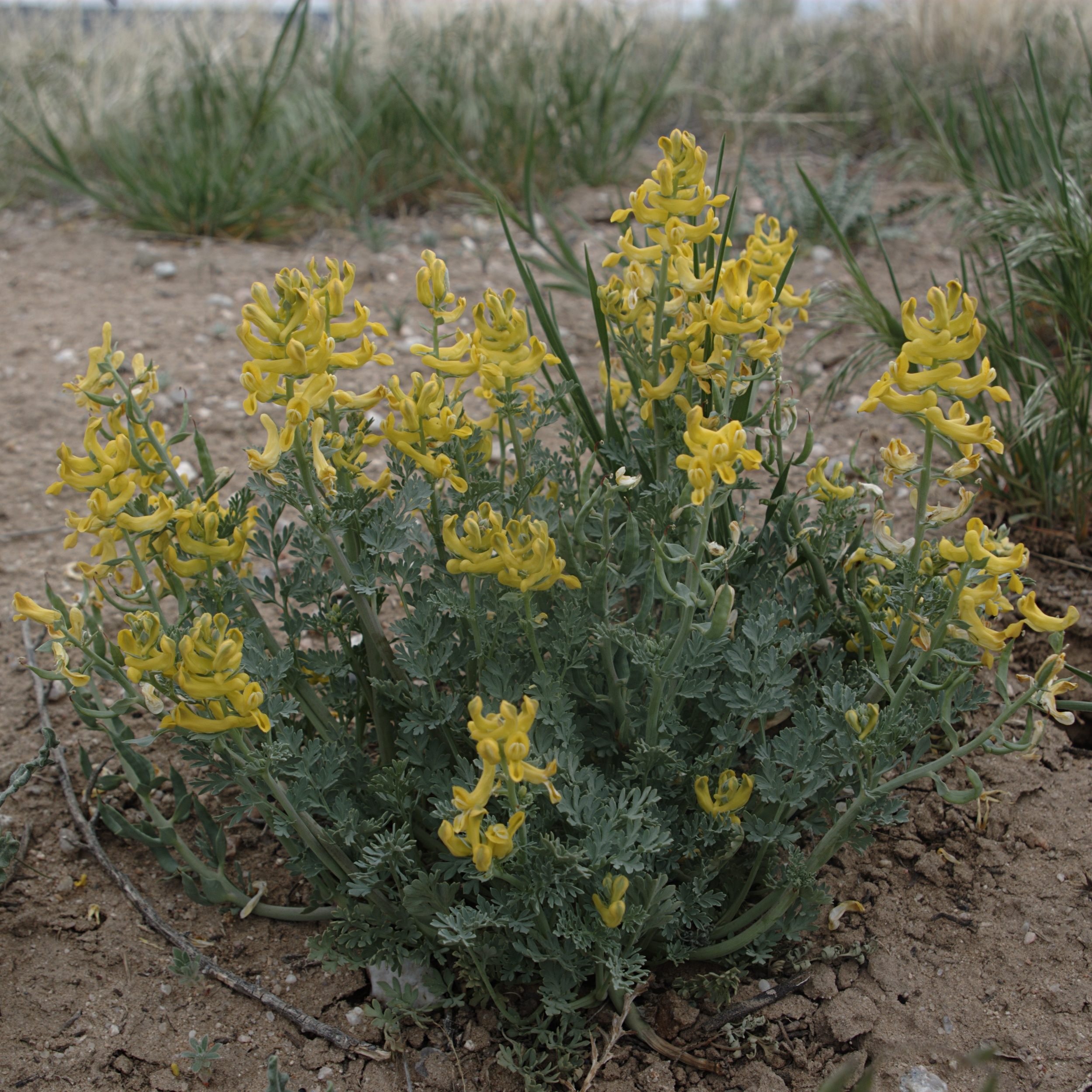